# Ильчигулово (Учалинский район)
Ильчигу́лово (баш. Илсеғол) — деревня в Учалинском районе Башкортостана России, центр Ильчигуловского сельсовета.
По факту является единым населённым пунктом с деревнями Мулдакаево и Орловкой.

## Географическое положение
Расстояние до:
- районного центра (Учалы): 75 км,
- ближайшей железнодорожной станции (Алтын-Таш): 15 км.

## Население
| 2002 | 2009 | 2010 |
| ---- | ---- | ---- |
| 239  | ↗253 | ↘242 |

Национальный состав
Согласно переписи 2002 года, преобладающая национальность — башкиры (100 %).

## Религия
В деревне есть мечеть «Раиль».

## Известные жители
- Флюра Ахметшеевна Кильдиярова (род. 1957) — оперная певица.